# X-Clan
Der X-Clan ist eine in traditionellen, afrikanischen Gewändern auftretenden Musikgruppe. Die Musik kann als politische Rapmusik, die sich mit den Themen Rassismus, Weltpolitik und Ungerechtigkeit auseinandersetzt, beschrieben werden. X-Clan wurde von Sugar Shaft, der als DJ für die Gruppe fungierte, Paradise The Architect, der die Aufgaben des Managers erfüllte, Brother J, der als MC arbeitete und Professor X, der die Rolle des Frontmann übernahm, gegründet. Sie waren während ihrer Karriere unter anderem mit Public Enemy auf Tournee.

## Gründung
Der X-Clan nahm in Brooklyn seinen Anfang. Sugar Shaft lernte Brother J Anfang der 1980er Jahre an der High School kennen. Sie taten sich zusammen, um gemeinsam Rapmusik zu machen. Shaft und Brother J waren beide Mitglieder von Blackwatch, einer Organisation, die Verstöße gegen die Menschenrechte gegenüber Farbigen weltweit beobachtet und anprangert. Über die Organisation ergab sich für die beiden der Kontakt zu Professor X und Paradise The Architect. Im Studio der Ultramagnetic MC’s nahmen sie zu viert ihr erstes Demo auf.

## Werdegang
1990 veröffentlichte der X-Clan sein erstes Album, welches den Titel To The East, Blackwards trug. In Szenekreisen gilt das Debütalbum der Gruppe aufgrund seiner Samples und den politischen, expliziten Texten als Klassiker. Im Verlauf der Jahre 1990 bis 1992 veröffentlichten zahlreiche Rapper aus dem Umfeld des X-Clans Soloprojekte. Auch Professor X brachte 1991 ein Soloalbum mit dem Titel Years of the 9: On the Blackhand Side.
Nach nur zwei Alben  verließ Brother J 1994 den X-Clan. Als Begründung führte J künstlerische Differenzen an. Er gründete nach der Trennung die Gruppe Dark Sun Riders, welche 1996 das Album Seeds of Evolution rausbrachte. 1995 starb Sugar Shaft an den Folgen von Aids. Der Tod von Shaft und der Weggang Brother J's führten vorerst zum Ende des X-Clans.
Ende der 1990er Jahre versammelte Brother J ein neues Team, das sich X-Clan Millennium Cipher nannte, um sich. 2004 wurde The One/Blackwards Row von der neu gegründeten Gruppe produziert. Nachdem das dritte X-Clan Album, welches unter dem Arbeitstitel The Trinity lief, für das Jahr 2006 angesetzt wurde, starb Professor X am 17. März an einer zerebrospinalen Meningitis. Das Album erschien trotz des Todes des Rappers, der sich schon länger in einer finanziellen Notlage befunden hatte, unter dem Titel Return From Mecca. Mit einem Gastbeitrag sind unter anderem KRS-One und Chali 2na von Jurassic 5 auf dem Album zu hören. Der X-Clan, dessen treibende Kraft heute Brother J ist, ging im gleichen Jahr mit Jurassic 5 auf Tournee.

## Diskografie

### Alben
- 1990: To The East, Blackwards
- 1992: Xodus
- 2007: Return From Mecca
- 2009: Mainstream Outlawz

### Singles/EPs
- 1989: Heed the word of the brother
- 1989: Raise the flag
- 1991: Funkin' Lesson
- 1991: Grand Verbalizer
- 1991: Fire & Earth (100% Natural) / Fire & Earth (90& Juice, 10% Spring Water)
- 1992: Xodus
- 1992: A.D.A.M.
- 2004: The One/Blackwards Row